# Barbara FitzRoy
Lady Barbara FitzRoy (* 16. Juli 1672 in Cleveland House, London; † 6. Mai 1737 in Priory of St. Nicholas, Pontoise) war das sechste und jüngste Kind von Barbara Palmer, 1. Duchess of Cleveland, einer Mätresse des englischen Königs Karl II. Der König erkannte sie öffentlich als sein Kind an, obwohl er wahrscheinlich nicht ihr Vater war. Sie war Benediktinerin.

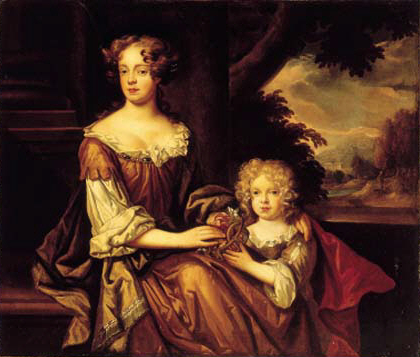
Barbara und ihre Mutter von Thomas Pooley

Etwa zur Zeit ihrer Geburt ersetzte Louise de Kérouaille ihre Mutter als Hauptmätresse des Königs.
Obwohl ihre Mutter darauf bestand, dass sie eine Königstochter sei, wurde sie wahrscheinlich von John Churchill gezeugt, dem späteren Duke of Marlborough, einem Cousin zweiten Grades ihrer Mutter, oder Philip Stanhope, 2. Earl of Chesterfield, dessen Gesichtszüge ihren geähnelt haben sollen.
Der Ehemann ihrer Mutter, Roger Palmer, 1. Earl of Castlemaine, hielt sie für seine Tochter und vermachte ihr seinen Nachlass. König Karl II. erkannte sie öffentlich als Kind an, obwohl er sie privat ablehnte.
Sie und ihre Mutter wurden 1677 von Thomas Pooley porträtiert. Barbara Fitzroy wird als lächelnde Fünfjährige mit rundem Gesicht und blonden Locken gezeigt. Sie und ihre Mutter halten einen Blumenkorb in den Händen. 
Der König starb 1685. Im März 1691 gebar die achtzehnjährige Barbara dem James Hamilton, 4. Earl of Arran, einen illegitimen Sohn, den sie Charles Hamilton (1691–1754) nannte. 
Kurz nach der Geburt ihres Sohnes trat Barbara als Nonne in das Priorat Saint-Nicolas in Pontois, Frankreich, ein. Ab 1721 war sie Priorin des Klosters. Ihr Sohn Charles wurde von ihrer Mutter, der Duchess of Cleveland, erzogen.  
Barbara FitzRoy wurde in der Kirche des Priorats bestattet.